# Moretto da San Nazzaro
Antonio da San Nazzaro (Sannazzaro de' Burgondi, ... – 1455) è stato un condottiero italiano.

## Biografia
Antonio da San Nazzaro, detto Moretto, nacque verosimilmente a Sannazzaro de' Burgondi alla fine del Trecento.
Nel 1412 è a Brescia dove entra al servizio di Sigismondo Pandolfo Malatesta, allora signore della città, con una condotta di 4 lance. Alla fine del maggio 1413 si trova presso il castello di Pavia insieme al Carmangola e a Petrino da Tortona per presenziare all'infeudazione di Guglielmo d'Alvernia a signore di Bussoleto e Carezzano.
Nell'aprile del 1426 è al servizio di Filippo Maria Visconti, duca di Milano, per conto del quale lascia Forlì con 500 cavalieri insieme ad Antonello da Milano per soccorrere la cittadella di Brescia minacciata dai veneziani e a luglio è uno di coloro che tentano di stipulare una trattativa di pace con il Carmagnola, generale dell'esercito veneziano.
Nell'estate 1437 si trova in Toscana agli ordini di Niccolò Piccinino per il quale presidia Lucca insieme a Giacomo da Lonato e Sacramoro da Parma. Lo stesso anno difende con successo il borgo di Ghivizzano da Francesco Sforza.
Nell'agosto del 1439 Filippo Maria Visconti gli conferma il feudo di Valeggio e una condotta di 200 cavalieri e in dicembre viene nominato maresciallo dell'esercito ducale. Nel 1441 continua a militare agli ordini di Niccolò Piccinino nella campagna contro i veneziani dove ha il compito di presidiare Pontoglio ma viene catturato dal Colleoni e da Tiberto Brandolini insieme ad altri 40 cavalieri. Nel 1447 difende Lecco dai veneziani insieme a Giacomo da Lonato e Sacramoro da Parma finché questi tolgono l'assedio, poi cattura Torno e il suo podestà veneziano insieme Biagio Assereto e Giovanni Ferrario.
Il 13 agosto 1447 muore Filippo Maria Visconti e il Moretto passa al servizio dell'Aurea Repubblica Ambrosiana il cui esercito è guidato da Francesco Sforza. Ludovico, duca di Savoia e fratello di Maria di Savoia, moglie di Filippo Maria Visconti, avanza pretese sul Ducato di Milano pertanto lo Sforza in agosto invia il Moretto e Giacomo da Lonato in Lomellina alla testa di 1.000 cavalieri al fine di presidiare il territorio. Durante le operazioni occupa Confienza poi si dirige su Tortona dove, grazie alla rivolta degli stessi abitanti, occupa sia la città che la rocca. 
Nel giugno 1448 viene inviato dallo Sforza a Milano per convincere le autorità della Repubblica Ambrosiana a finanziarlo al fine di proseguire la campagna contro i veneziani. In agosto partecipa all'assedio di Caravaggio. Il 15 settembre 1448 si distingue nella battaglia di Caravaggio dove avverte lo Sforza del tentativo di aggiramento condotto dai veneziani attraverso i boschi e le paludi di Fornovo e difende il fossato dell'accampamento sforzesco insieme a Roberto Sanseverino e Corrado da Fogliano; la battaglia si conclude con la completa disfatta dei veneziani. 
Il 18 ottobre 1448 lo Sforza passa al soldo dei veneziani contro la Repubblica Ambrosiana e Moretto gli resta fedele. In dicembre è cattura di nuovo Tortona grazie ad alcuni cittadini che gli aprono una delle porte della città e all'inizio dell'anno successivo ne è nominato commissario.
Nel marzo 1449 viene gravemente ferito ad un occhio e accecato nella battaglia di Monza in cui gli ambrosiani sconfiggono gli sforzeschi facendo molti prigionieri e catturando tutta l'artiglieria rimasta sul campo. L'anno successivo, nominato cavaliere dallo Sforza, si stanzia con una compagnia di 450 cavalieri in Lomellina, sotto di lui militano anche il cognato Bartolomeo Albonese e Francesco della Pergola.
A maggio lo Sforza fa incarcerare Guglielmo VIII del Monferrato per tradimento e il Moretto è presente quando questi viene costretto a rinunciare ad Alessandria.
Nel 1452 Guglielmo VII del Monferrato, alleatosi con i veneziani, torna a combattere contro lo Sforza e Moretto viene inviato nell'alessandrino per contrastarlo. Nel 1453, a causa dei ritardi nelle paghe, contravviene agli ordini dello Sforza di tornare a combattere nell'alessandrino contro il marchese del Monferrato.
Muore nel 1455.